# 小红书
小红书（英語：rednote，之前写作REDnote），是中国大陆的网络购物和社交平台，成立于2013年6月，目标群体为全球的华人华语社区，但也有多語種的一些社群存在。小红书被外界部分媒体称之为“中国改良版Instagram”。2019年7月，小红书已拥有超过3亿用户，月活跃用户数突破1亿。据统计，小红书70%的用户是90后，其中女性用户占有70%。
2025年1月，美国法院裁定在境内停運来自中国大陆的字节跳动公司旗下社交平台，许多美国TikTok用户涌入小红书寻找替代平台，他們自稱TikTok難民，这导致小红书在美国区App Store下载量大幅增加，亦推动小红书在全球多个区域的App Store一度登顶免费应用下载榜首。

## 名稱

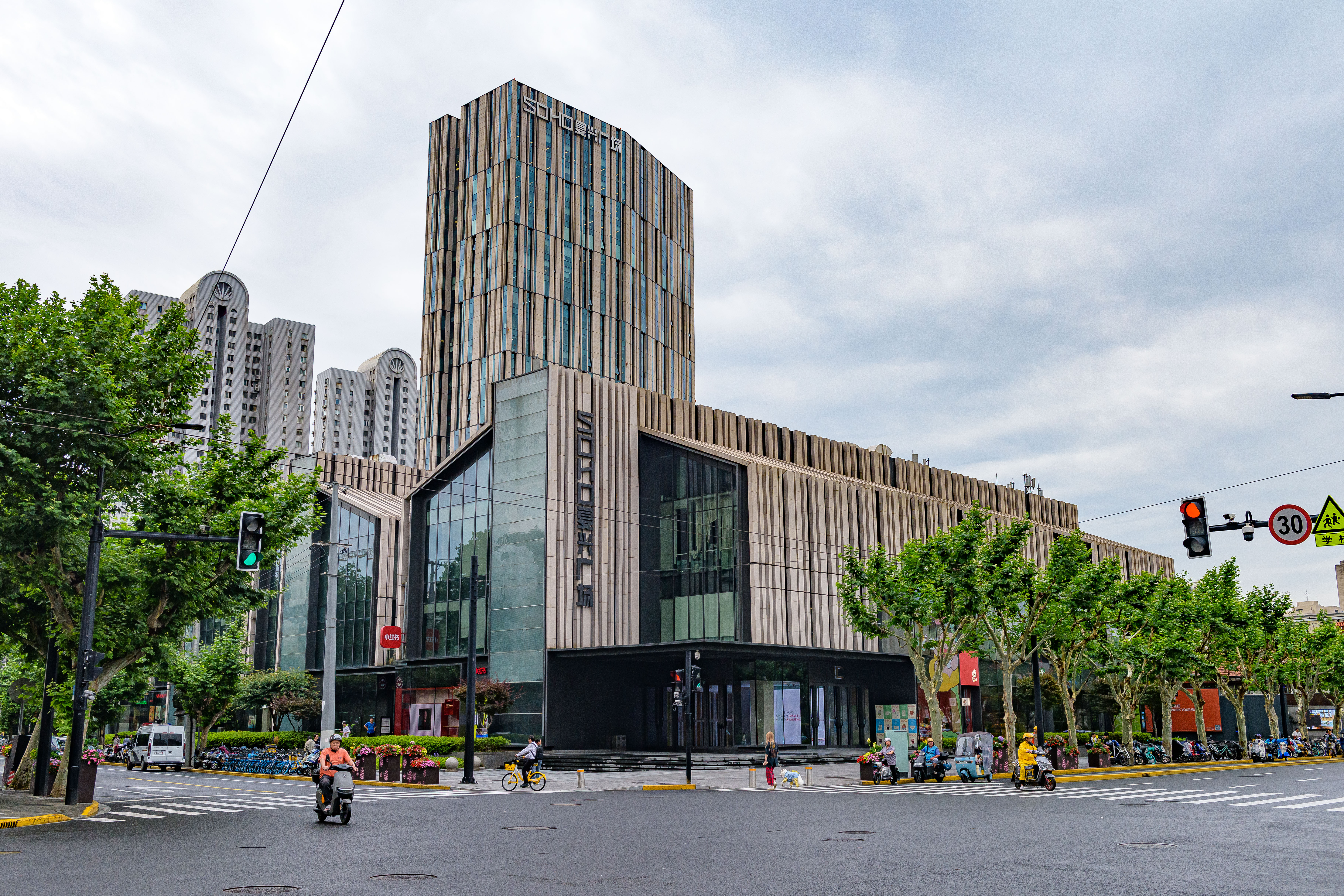
SOHO复兴广场马当路一侧悬挂有小红书标识

“小红书”的名稱灵感来源于其联合创始人毛文超在贝恩公司工作和在史丹福大學商學院学习的经历，他視之為他人生中的两个重大里程碑，而这两家机构的主色调均为红色，因此决定将該平台的名稱命名为“小红书”。
有媒體報導指出，「小紅書」也是在1964年彙編的《毛主席语录》暱稱，然而該公司表示，該平台的名稱並非出自該書。 
在國際上，小红书至遲在2024年9月起就已經在Google Play商店以REDnote的名稱正式上架，美國用戶也經常使用這個名字來稱呼它。

## 历史

### 遊購攻略時期
2013年10月，《小红书出境购物攻略》于网上发布，同月发布同名客户端。
2014年，“小红书出境购物攻略”客户端更名为“小红书购物笔记”，同年12月开设电商部门“福利社”。
2015年3月，小红书于郑州经济技术开发区的河南保税物流中心开设物流仓库；同年9月，时任中华人民共和国国务院总理李克强视察该企业。
在2017年6月的“6·6周年大促消”活动中，小红书前两小时的销售额达到1亿人民币；促销活动期间，还登上iOS App Store大陆区购物类软件下载排名第一。

### 电商
2014年，小红书开始便发力电商领域，上线自营跨境电商平台“福利社”。
2016年下半年，小红书拓展第三方平台和品牌商家，做了一系列社区电商尝试。
2019年初，小红书对电商业务进行拆分，原社区电商事业部变为“品牌号”部门，围绕入驻的品牌进行从社区营销一直到闭环交易的资源整合。
2018年6月，小红书获阿里巴巴和腾讯投资，同月于上海西藏北路静安大悦城开设线下门店“小紅書之家RED home”，这家实体店所有业务与线上社区、商城相连通。2020年元旦该线下店已经撤店。

### 海外

#### 試圖进入国际市场
2020年1月，小红书进行了一轮私募融资，筹资4亿至5亿美元，估值达到约60亿美元；其网站显示，小红书有约3亿注册用户，月活跃用户超过1亿。
2021年4月，小红书曾传出年中前后计划赴美上市；当时小红书回应称，对传闻不予置评。据彭博社2021年7月16日报道称，小红书暂停在美国上市。

#### 在國际爆紅
2025年1月，由于美国国会出台《保護美國人免受外國對手控制的應用程式侵害法案》预计将导致TikTok在美国的运营关闭，“#TikTok难民”（“#TikTokRefugee”）成为社交平台的热门话题大量美國網民註冊了小紅書帳號，並開展了互動。该現象被認為促進了中外真正的善意對話，是去除了不友好的濾鏡，同時外國人學習中文人數也突然攀升，還有可能加大已經風行的中國免簽city walk等成功商機，對此，《人民日報》等一些中國官媒持一些積極的看法。此事件也导致小红书概念股涨停。
香港凤凰卫视专访分析认为，大量美国用户拥入小红书，有原美国TikTok用户与美国政府赌气的性质，其行为是抗议美国政府的Tiktok禁令，很多美国原TikTok用户在小红书赌气说“美国担心中国获得美国用户的个人数据，现在美国用户免费把个人数据送给中国”，鉴于中国网络的控制力，使得美国对于中国获取美国用户个人数据以及施加輿論影響等等的担心，不会对大量歐美年輕用户涌入小红书的现象置之不理，加之中国对发布的内容进行严格的审查，用户体验感不及TikTok，評論认为在美国政府干預下以及中国政府担心西方价值观会影响到中国民众等因素的影响下，该现象不会持续太久。
美國《时代》雜誌分析认为，此现象的蜜月期很短，认为这是一种抗议美国政府禁令的形式，并指出小红书很可能也面临相同的潜在禁令，并非美国人长期的替代品。美国有线电视新闻网和英国广播公司的分析认为，小紅書與國際主流的美國平台不同，未来能否留住客戶的價值還不是很確定，是否能權衡特色的言論審查以把握流量，加上鑒於宣傳中共主導的意識形態、認知作戰伎倆與侵犯隱私等爭議，中國打算把社交公司進軍國際市場，從西方主導的世界中分一杯羹的機會也許只是曇花一現。
不過英国《金融时报》报道称，小红书的一名员工表示，该平台仍有打算试图利用突然涌入的美国用户，并可能需要调整内容审查流程，以应对美国用户开始分享帖子的情况。据新京报报道，小红书团队正在宣布招聘英文内容审核员，以进一步壮大其内容审核团队，应对国际用户的增加。中华人民共和国外交部发言人郭嘉昆在新闻发布会上被问及小红书的审查问题时亦表示平常心看待：“无论你使用什么平台，这是个人的选择。”他还补充说，原則上中国政府鼓励和支持“人与人之间的交流”。

## 应用特点

### 基础功能
小红书社区有桌面跟手機端，被視為中國改良版的Instagram。
小红书的信息首页以瀑布流（Pinterest-style layout）笔记的方式呈現，但又結合視頻與直播功能。用户可以分享产品评测和旅游目的地的文字介绍，即“种草笔记”，也可以搜索自己感兴趣的内容并进行标记，同时售出和购买商品。

### 搜索
与传统搜索引擎相比，小红书的内容创作门槛低，侧重生活类话题，表达方式更加非正式和亲和。這種生態使其与百度等传统搜索引擎的竞争中逐渐占据优势，成为新一代搜索引擎，并且被誉为“国民生活指南”。
小紅書細分的化妝品搜索功能，成功打入購物市場，同時透過素人跟口碑，創造體驗旅遊消費真實感。尤其對於新博主曝光度相對友善、但也有容易盜用個人照的質疑。

### 管理
小红书为防止广告和外站流，对“引流”管控严格，加微信、询问价格等内容使账号容易被禁言。

## 商业模式
小红书的目标群体为全球的华人华语社区，用戶相對年輕而受教育程度高。平台KOL通常会通过在自己的种草笔记或视频中植入品牌方的商品，推荐给用户来赚取佣金。除此之外，小红书为网络和电视的多个节目冠名赞助，为平台带来用户和内容的增长。

### 用戶群
小红书网站声称，截至2019年1月，拥有2亿用户。
截止2022年，小红书网站中國内地月活躍用戶達到2億人，女性用戶佔7成。小红书在Google Play商店台湾区下载量超过500万；在新加坡，用户约有55万人、马来西亚大概150万人，泰国、印度尼西亚总计超10万人。香港用户方面，2023年4月已達到113萬。
根据数据分析网站Similarweb于2023年1月的统计，小红书88.3%流量来自中国内地，美国用户占2.14%，1.97%来自台湾，1.77%来自香港。
在美国国会宣布将在2025年1月19日在美国境内封禁TikTok以后，美国等地的Tiktok用户涌入小红书，使得小红书占据美国区苹果App Store免费应用榜首。

## 争议

### 营销虛假宣传
小红书因行銷類笔记存在代写、造假、炫富等现象多發，被媒体广泛报道。另有各種整形美容類怪文，如教人訓練三天，就能幫人打針美容開工作室等教學。之後涉及引導到賣假藥、假針劑、劣質化妝品的聯絡方式，還有一些注射的亲身体验文之類，「軟文」暗藏非法廠商的軟廣告，製造社會大量亂象。
截至2019年2月，该平台因夸大、虚假宣传等已被市场监管部门处罚15次。
2019年4月，北京青年报发现有用户于小红书发布涉及9萬多篇烟草类「軟文」，鑽法律邊緣地帶。根据中华人民共和国《互联网广告管理暂行办法》第五条规定，用户不得于网络平台发布烟草广告；小红书之后表示，会删除涉及烟草的文章。

### app被中國工信部下架
2019年7月29日起，小红书在中国内地的多个应用商店下架，但在苹果App Store中暂时未下架。有知情人透露，下架原因可能因内容涉嫌违规，被要求下架整改。对此，小红书回应称内部正了解情况，与相关部门积极沟通解决。
此前，小红书被列入工信部《2019年一季度用户个人信息保护检查发现问题的互联网企业名单》。

8月1日凌晨，小红书官方微博发表声明，称：
「小红书已对站内内容启动全面排查、整改，深入自查自纠，积极配合有关部门，促进互联网环境的优化与提升。」

### 微博影射六四被封禁
2021年6月4日，六四事件三十二周年当天，小红书官方账号在微博发布博文：
“大声告诉我，今天的日期是__？”
被认为在影射六四事件，随后该账号被封禁。

### 從人均身價過百萬到禁止炫富
2018年，小紅書決定走「明星戰略」，當時平台一度被各種炫富題材充斥，也讓網路上出現「小紅書用戶人均身家百萬」的說法。对此，小紅書創始人瞿芳在2021年世界互聯網大會上稱，小紅書先後啟動「炫富治理」、「飯圈亂象治理」、「暑期未成年人網路環境保護」，以及針對虛假醫美內容的「臻美行動」等一系列專項治理行動。
随后小紅書官方2022年5月9日發布公告，指「為守護清朗網絡環境，維護真誠分享」的社區氛圍，將持續打擊平台上的炫富現象，共處理了1100多篇炫富相關的違規內容。

### 被指對台心戰宣傳
2022年3月底，中华民国立法院立法委員林楚茵称中国大陆透过TikTok、小红书散布假訊息，操作「认知作战」。对此中華民國国安局长陈明通在接受质询时，回应「这是非常严肃的问题」，表示这些社交应用软件平常输出软性内容，一旦战争发生可能鱼目混珠，用假消息对台发动认知作战。但他同時表明不能封殺TikTok、小红书，但政府会密切关注和平转战争的时刻，它会怎么做。

对此，国立台北大学犯罪学研究所助理教授沈伯洋認為，相较于TikTok，小红书内容目前整体更趋近「去政治化」，较商业化，并指：
「为政策服务的话，抖音会比小红书严重非常多。小红书自己都知道，如果过于政治化的话，它其实不一定会有现在的市场。」
國立中山大学资讯工程学系助理教授徐瑞壕認為基于台湾的教育和流通的资讯量，中国大陆平台要改变台湾用户想法并不容易。

### 領土主張
據馬來西亞拉曼大學（Universiti Tunku Abdul Rahman）研究，在擁有250多萬名用戶的马来西亚是小紅書海外第二大市場，研究員表示少數貼文推送中國對南海的主權主張，尤其考慮到很多用戶接受新知的方式已經不是教育機構而是網路，雖然平台未要求马来西亚用戶強迫表態，比較寬鬆不算霸權思維，但憂心可能也會變成霸權的宣傳筒。

### 言論審查
2022年7月，一份展示小红书审查知识库的文件被泄露，其中含有实施审查的大量细节。文件长达143页，描述了小红书监测舆情的方式，以及在长达数月的时间里所积累的舆情案例，而后将其提取敏感词，以便其审查员更高效地审查平台上2亿个月活跃用户的内容。審查資料包括輿情日報、六四事件相關資料、中共中央總書記習近平的相關輿情。
據自由亚洲电台的報道，位於台灣的亞洲事實查核實驗室發現在6月4日在小红书搜尋「蠟燭」，搜索结果中沒有筆記只有商品。生日為六月四日的台灣藝人楊丞琳在六四當日發文慶生，敏感留言消息全部被審查消失不見。六四當日發「坦克人」照片，小紅書會立即封號。此外，《人選之人》、「習大大」都是會消失的敏感詞。
此外，亞洲事實查核實驗室經觀察、測試、採訪使用者後發現，小紅書這個平台以推送、審查、遮蔽、禁言、封號等手段，呈現了某種「中國式美好」。但它是否能讓年輕人發現「真實」和「多元」的世界，卻是一個問號。

### 小紅書治港
2023年香港与中国内地全面恢复通关之后，有不少中国内地网民透过小红书批評香港和香港政府施政，得到港府快速回应。此舉被不少香港市民批评只顾及中國内地网民言论，却忽略香港人感受。
香港建制派網媒橙新聞評論稱，「小紅書治港」暴露出香港人對香港特區政府重視中國內地民意的不滿，亦側面反映出在網絡言論的煽動下，中港矛盾正在加深，認為香港特區政府應該留意小紅書等平台上，某些故意發表的針對香港的負面言論。

### 對抖音難民的言論審核
在國際版抖音被美國關停業務前，大批美国用户涌入小红书，推动小红书APP登顶美国区App Store免费应用榜首。紐約時報並報道，鑒於中國人口邁向負成長，不想陷入衰退的話深耕海外關係是唯一的求生之路，這方面雖然正好中國也有意奪得國際話語權，但只是，如果中國言論政策沒有太大變化的話，目前投資方還不是很看好，還有美國有線電視新聞網等一些國際媒體並認為相比於樂觀面，審查制度的嚴格也逐漸顯現，能否留住這波客人還有待觀察，抖音與TikTok分流不同，小紅書直接對接大陸平台同樣程度的嚴格審核，公司契機開展了全球化業務，除了呼籲外國人應當默認台灣屬於中國，甚至有些非政治而是文化認知上的差異，例如歐美人樂於展現健美生活的習慣被認為是不適當的帖子，在股價暴漲後一些投資者也保持謹慎態度，不過官媒則對未來積極評論，人民日報稱作發展網絡版「乒乓外交」，海外用戶能接受內地版本的小紅書，除了本來就有「得益於中國厚重的歷史文化積澱」也還因「得益於國家的開放、民眾的友善、社會的包容」，這表明北京軟實力寬明進步的趨勢。

### 用戶封鎖過嚴
小红书在2024年開始無預警封鎖大量用戶，而且相對於其他中國網路平台，封鎖嚴格而且申訴機會低，尤其其帳號是綁定身份認證的手機號碼，而非可以流動重新辦理，因此基本上等於該人就無法再成為客戶。這也包含許多tiktok難民被驅逐，以及不少正常經營的商家，平台強調主要是針對銷售行為以及違規，但事後仍有不少人喊冤表示生活受到影響，並質疑標準與用乎約定何在。互聯網公司的業界則認為，這種情況下會因此導致很多用戶退出，就終身不能再使用該平台，將有許多銷售市場因此流失到對手平台，而鑑於小红书業務增長已經進入瓶頸期，在經營考量下對於開放重新引入客流，可能未來董事會注意到這點後，為了吸引投資與生意，解綁封鎖手機號就能註冊新帳號，這個“選擇題”也許會有所取捨。

### 被质疑侵犯用户隐私
2025年3月，小红书被爆出高频获取定位、照片、设备状态等用户隐私数据。据称，有用户发现近30天内，小红书的后台访问量达到9.2万次，其中获取定位信息1.7万次。小红书客服对九派新闻记者回应称，这是因为“附近”功能需要获取用户定位数据，只要打开相关权限就会出现这种情况。